# Szamoa a 2020. évi nyári olimpiai játékokon
Szamoa a japán Tokióban megrendezett 2020. évi nyári olimpiai játékok egyik részt vevő nemzete volt. Az országot az olimpián 5 sportágban 8 sportoló képviselte, akik érmet nem szereztek.

## Atlétika
Férfi
| Versenyző | Versenyszám   | Selejtező | Selejtező | Döntő    | Döntő    |
| Versenyző | Versenyszám   | Eredmény  | Helyezés  | Eredmény | Helyezés |
| --------- | ------------- | --------- | --------- | -------- | -------- |
| Alex Rose | Diszkoszvetés | 61,72 m   | 18.       | kiesett  | kiesett  |

## Cselgáncs
Férfi
| Versenyző          | Versenyszám | Selejtező         | 32-es főtábla                    | Nyolcaddöntő      | Negyeddöntő       | Elődöntő          | Vigaszág elődöntő | Bronz- mérkőzés   | Döntő             | Helyezés |
| Versenyző          | Versenyszám | Ellenfél Eredmény | Ellenfél Eredmény                | Ellenfél Eredmény | Ellenfél Eredmény | Ellenfél Eredmény | Ellenfél Eredmény | Ellenfél Eredmény | Ellenfél Eredmény | Helyezés |
| ------------------ | ----------- | ----------------- | -------------------------------- | ----------------- | ----------------- | ----------------- | ----------------- | ----------------- | ----------------- | -------- |
| Peniamina Percival | Váltósúly   |                   | Frank de Wit (NED) · 00(1)-10(0) | kiesett           | kiesett           | kiesett           | kiesett           | kiesett           | kiesett           | 17.      |

## Kajak-kenu

### Síkvízi
Férfi
| Versenyző                               | Versenyszám         | Előfutam | Előfutam | Negyeddöntő      | Negyeddöntő      | Elődöntő | Elődöntő | Döntő   | Döntő    | Döntő   | Helyezés |
| Versenyző                               | Versenyszám         | Idő      | Hely.    | Idő              | Hely.            | Idő      | Hely.    | Típus   | Idő      | Hely.   | Helyezés |
| --------------------------------------- | ------------------- | -------- | -------- | ---------------- | ---------------- | -------- | -------- | ------- | -------- | ------- | -------- |
| Clifton Tuva'a                          | Kajak egyes 200 m   | 38,363   | 4.       | 38,287           | 4.               | kiesett  | kiesett  | kiesett | kiesett  | kiesett | kiesett  |
| Clifton Tuva'a                          | Kajak egyes 1000 m  | 4:11,029 | 4.       | 4:21,301         | 5.               | kiesett  | kiesett  | kiesett | kiesett  | kiesett | kiesett  |
| Rudolph Berking-Williams                | Kajak egyes 200 m   | 42,083   | 5.       | 41,950           | 5.               | kiesett  | kiesett  | kiesett | kiesett  | kiesett | kiesett  |
| Rudolph Berking-Williams                | Kenu egyes 1000 m   | 5:19,538 | 7.       | nem állt rajthoz | nem állt rajthoz | kiesett  | kiesett  | kiesett | kiesett  | kiesett | kiesett  |
| Clifton Tuva'a Rudolph Berking-Williams | Kajak kettes 1000 m | 3:55,617 | 5.       | 3:46,523         | 5.               |          |          | B       | 3:56,171 | 8.      | 16.      |

Női
| Versenyző   | Versenyszám       | Előfutam | Előfutam | Negyeddöntő | Negyeddöntő | Elődöntő | Elődöntő | Döntő   | Döntő   | Döntő    | Helyezés |
| Versenyző   | Versenyszám       | Idő      | Hely.    | Idő         | Hely.       | Idő      | Hely.    | Típus   | Idő     | Helyezés | Helyezés |
| ----------- | ----------------- | -------- | -------- | ----------- | ----------- | -------- | -------- | ------- | ------- | -------- | -------- |
| Anne Cairns | Kajak egyes 200 m | 46,795   | 7.       | 47,141      | 8.          | kiesett  | kiesett  | kiesett | kiesett | kiesett  | kiesett  |
| Anne Cairns | Kajak egyes 500 m | 2:03,667 | 6.       | 2:02,525    | 4.          | kiesett  | kiesett  | kiesett | kiesett | kiesett  | kiesett  |

## Ökölvívás
Férfi
| Versenyző                   | Versenyszám | Selejtező                         | Nyolcaddöntő      | Negyeddöntő       | Elődöntő          | Döntő             | Helyezés |
| Versenyző                   | Versenyszám | Ellenfél Eredmény                 | Ellenfél Eredmény | Ellenfél Eredmény | Ellenfél Eredmény | Ellenfél Eredmény | Helyezés |
| --------------------------- | ----------- | --------------------------------- | ----------------- | ----------------- | ----------------- | ----------------- | -------- |
| Marion Faustino Ah Tong     | Váltósúly   | Stephen Zimba (ZAM) · 0–5         | kiesett           | kiesett           | kiesett           | kiesett           | 17.      |
| Ato Leau Plodzicki-Faoagali | Nehézsúly   | Uladzislau Smiahlikau (BLR) · 1–4 | kiesett           | kiesett           | kiesett           | kiesett           | 17.      |

## Vitorlázás
Férfi
| Versenyző    | Versenyszám | Futam | Futam | Futam | Futam | Futam | Futam | Futam | Futam | Futam | Futam | Futam   | Pontszám | Helyezés |
| Versenyző    | Versenyszám | 1     | 2     | 3     | 4     | 5     | 6     | 7     | 8     | 9     | 10    | É       | Pontszám | Helyezés |
| ------------ | ----------- | ----- | ----- | ----- | ----- | ----- | ----- | ----- | ----- | ----- | ----- | ------- | -------- | -------- |
| Eroni Leilua | Laser       | 31    | 27    | 30    | 32    | 32    | 27    | 30    | 31    | 35    | 28    | kiesett | 268      | 32.      |